# Jung R 42 C
Die Jung R 42 C ist eine dieselhydraulische Lokomotive, die von der Arnold Jung Lokomotivfabrik in Kirchen (Sieg) in 32 Exemplaren gebaut wurde. Sie war vor allem für den Rangiereinsatz im Werksdienst vorgesehen. Die Achsfolge der Jung R 42 C ist C. Als Antrieb dient ein aufgeladener MAN-Motor W8V 17,5/22A mit einer Leistung von 440 PS. Die Kraftübertragung erfolgt mittels Blindwelle und Treibstangen. Die Lok gehört zur sogenannten 3. Generation der Jung-Loks und steht in direkter Nachfolge der Wehrmachtslokomotive WR 360 C 14.
Die Jung R 42 C wurde zwischen 1955 und 1962 in 32 Exemplaren gebaut. Da Jung die Loks auf Vorrat baute, sind die letzten erst 1964 ausgeliefert worden. Mit sieben übernommenen Lokomotiven ist die Bundeswehr größter Abnehmer der R 42 C. Von den Bundeswehrloks sind inzwischen zwei Exemplare verschrottet worden. Die Kleinbahn Weidenau–Deuz erhielt ebenso wie die Siegener Kreisbahn vier Lokomotiven und die Freien Grunder Eisenbahn eine, so dass nach der Fusion als Siegener Kreisbahn 1970 dort neun Lokomotiven verkehrten.
Im deutschen Fahrzeugeinstellungsregister ist für die Jung R 42 C die Nummer 3942 vorgesehen.